# Fatal Flowers
Fatal Flowers est un groupe néerlandais de blues rock, originaire d'Amsterdam.

## Histoire
Fatal Flowers est formé par Richard Janssen en 1984. Ils signent un contrat avec le label WEA. Sous la direction du producteur Craig Leon, un EP éponyme est réalisé. Le premier album studio, Younger Days, est produit par Vic Maile. En 1987, les Flowers reçoit un Edison Award pour Younger Days. La même année, ils font la première partie de Pinkpop.
Le deuxième album studio du groupe, Johnny D. Is Back!, est produit par Mick Ronson. Avec cet album, le groupe fait un grand pas en avant et l'album a été acclamé par les lecteurs du magazine Oor comme le meilleur album néerlandais de 1988. Le guitariste Dirk Heuff quitte le groupe et est remplacé par Robin Berlijn, 17 ans, qui fait forte impression. Robin a également joué avec d'autres artistes, dont Shannon Lyon et Sam Lapides. Fatal Flowers reçoit la Harpe Zilveren.
En 1990, les Fatal Flowers quittent WEA et rejoignent Mercury. Ils réalisent un nouvel album, Pleasure Ground, qui est à nouveau produit par Mick Ronson. L'album ne contient pas de single à succès, mais connaît un grand succès. Janssen quitte le groupe à l'été 1990, désillusionné par la négligence de leur nouveau label à promouvoir correctement le groupe à l'étranger. L'un des groupes néerlandais les plus prometteurs de l'époque s'est ainsi effondré.
Le 3 juillet 2002, le groupe se réunit au Blauwe Theehuis de Vondelpark pour la promotion de la compilation Younger Days - The Definitive Fatal Flowers. Il n'y a eu aucun projet de réunion, jusqu'en janvier 2019, lorsqu'il a été annoncé que les Fatal Flowers repartiraient en tournée cette année-là.

## Discographie

### Albums studio
- 1985 : Fatal Flowers (mini-album)
- 1986 : Younger Days
- 1988 : Johnny D. Is Back!
- 1990 : Pleasure Ground
- 1993 : Fatal Flowers
- 2002 : Younger Days – The Definitive Fatal Flowers (compilation)

### Singles
- 1985 : Billy / Who Loves The Sun
- 1986 : Younger Days / White Mustang
- 1987 : Well Baby Pt. 2 / Deep Inside
- 1988 : Movin' Target / Johnny D. Is Back
- 1988 : Rock and Roll Star / No Expectations / Younger Days
- 1988 : Second Chance / Second Chance
- 1990 : Better Times / Heroes
- 1990 : Both Ends Burning / Burning
- 1990 : How Many Years / Speed of Life